# Tajna Organizacja Wojskowa „Gryf Kaszubski”

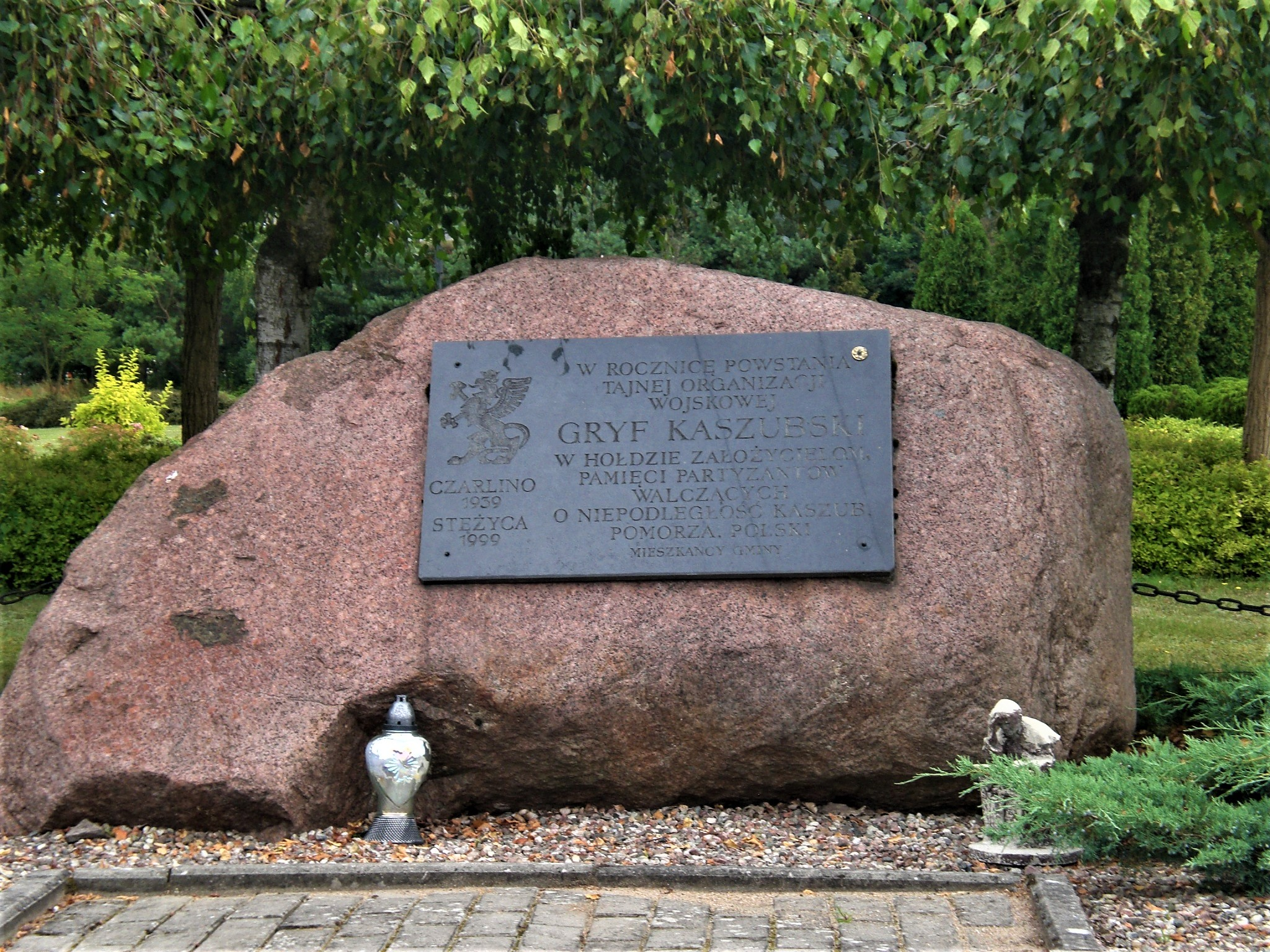
Tablica upamiętniająca powstanie Gryfa Kaszubskiego w Stężycy

Tajna Organizacja Wojskowa „Gryf Kaszubski” (TOW „Gryf Kaszubski”, pot. nazywana „Gryfem”) – polska wojskowo-polityczna organizacja konspiracyjna działająca na Kaszubach, kierowana przez Józefa Dambka, ps. „Lech”, „Jur”, „Falski”, „Kil”.
Dokładna data powołania TOW „Gryf Kaszubski” nie jest znana. Przypuszcza się, że TOW „Gryf Kaszubski” powstał wiosną 1940 roku w Czarlinie, najpóźniej w sierpniu 1941 roku. Założycielami organizacji byli Klemens Bronk, Bronisław Brunka, Józef Dambek, Józef Gierszewski, Jan Gierszewski. Grupa była powiązana z dywersją pozafrontową, skupioną wokół Dambka. Wiosną 1941 roku do organizacji dołączył ks. proboszcz Józef Wrycza ps. „Rawycz”, „Delta”. Włączenie ks. Wryczy do „Gryfa Kaszubskiego” podniosło znaczenie organizacji na Pomorzu.
Według powojennej relacji Ludwika Muzyczki, TOW „Gryf Kaszubski” powołano na bazie zespołu konspiracyjnego, utworzonego przez gen. Michała Tokarzewskiego-Karaszewicza. W skład zespołu wchodził Józef Dambek.
TOW „Gryf Kaszubski” powstał na terenie powiatu kościerskiego. Organizację założyła grupa osób powiązana z dywersją pozafrontową, skupiona wokół Józefa Dambka. Z czasem do organizacji dołączyły grupy ukrywających się Polaków (tzw. „bunkrarze”), zajmujący się następnie działalnością partyzancką. Początkowo komórki „Gryfa” powstawały na wsiach (powiaty kościerski, chojnicki i morski) oraz w Gdyni. Organizacja nie prowadziła szerszej działalności do wiosny 1942 roku.
Na przełomie 1941 i 1942 roku TOW „Gryf Kaszubski” przekształcono w Tajną Organizację Wojskową „Gryf Pomorski”. Dokładna data przekształcenia organizacji wzbudza dyskusje wśród historyków. Według różnych źródeł zmiana miała miejsce w Czarnej Dąbrowie 7 lipca 1941 roku, w marcu lub latem 1942 roku.
Obok TOW „Gryf Kaszubski” Tajną Organizację Wojskową „Gryf Pomorski” współtworzyły inne organizacje konspiracyjne (m.in. Wojskową Organizację Niepodległościową działające na Pomorzu.